# Filicudi

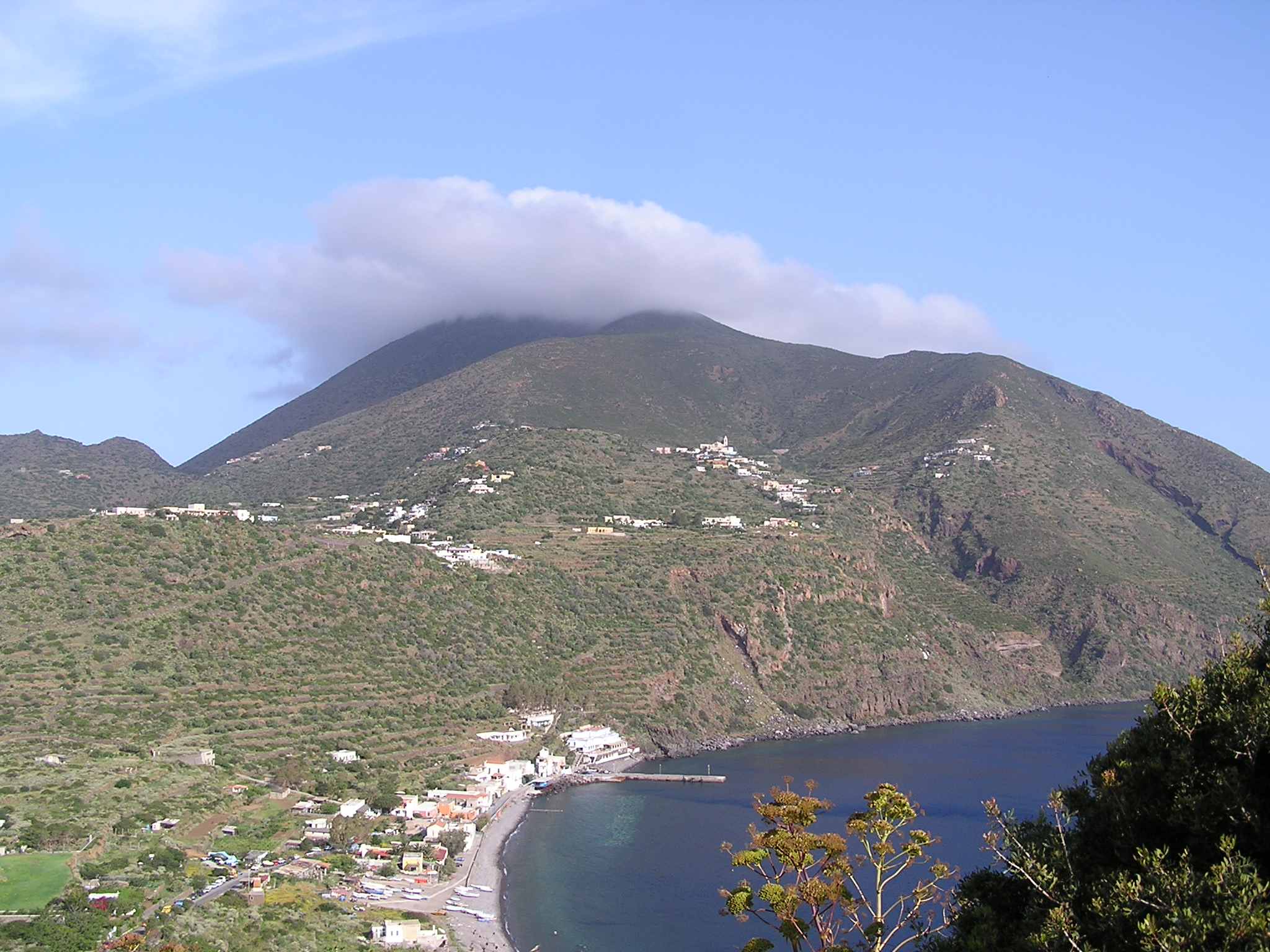
La muntanya de Fossa Felci i el port de Filicudi

Filicudi és una illa del grup occidental de les illes Eòlies, situada entre Alicudi a l'oest i Salina a l'est. Administrativamentm forma part del municipi de Lipari, a la província de Messina. Té 9,7 km² i una població de 250 habitants (anomenats filicudari), distribuïts entre Pecorini a Mare (petit port de pescadors al fons d'una badia natural); Filicudi Porto (amb un reduït nucli de cases, a l'altra banda de l'illa), i Valdichiesa. Els tres nuclis estan units per l'única carretera asfaltada de l'illa. A Stimpagnatu, al sud-est, només hi viuen turistes a l'estiu.
En temps antics era coneguda com a Phoenicusa, en referència a l'abundància de falgueres; en realitat es tracta d'un margalló molt característic, encara present als promontoris de l'illa. Són molt interessants les ruïnes del poblat neolític de Capo Graziano; les troballes arqueològiques testimonien que en aquella època hi havia una florent indústria basada en el treball de l'obsidiana.
L'illa és dominada per la muntanya anomenada Fossa Felci, un volcà apagat de 774 m d'altitud. N'hi ha set més, tots apagats de fa molt de temps, per la qual cosa estan molt erosionats. Una part de l'illa està protegida com a parc natural.
Els productes agrícoles principals són les tàperes i les figues, però els principals ingressos s'obtenen del turisme: en època estival, poden arribar a residir-hi unes 3.000 persones. La pesca no té una importància especial en l'economia illenca. Se'n practica bastant la no professional, també per part del turisme.